# Wm. H. Müller & Co.
Die Reederei Wm. H. Müller & Co. aus Rotterdam bestand von 1876 bis 1972.

## Geschichte

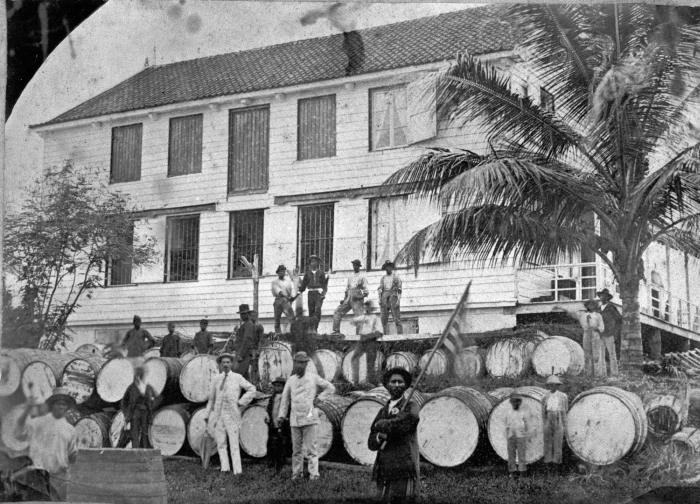
Müller's Handelsposten in Edina (Liberia) in 1886

Das Unternehmen geht auf Wilhelm Müller zurück. Dieser handelte mit Bergbau- und Hochofenprodukten und gründete am 18. April 1876 das Handelsunternehmen Wm. H. Müller & Co. in Düsseldorf. Am 3. Juni 1878 eröffnete Müller ein Tochterunternehmen in Rotterdam, das zunächst von Willem Kröller geleitet wurde. 1887 heiratete dessen jüngerer Bruder Anton Kröller die Tochter Willem Müllers, Helene Müller. Im Jahr darauf zog das Paar nach Rotterdam und 1889 übernahm Anton die Führung des Rotterdamer Unternehmenszweigs. Der Hauptsitz des Unternehmens wurde bald nach Den Haag verlegt, wo es seinen Sitz in der Lange Voorhout hatte. Wm. H. Müller & Co. stieg in den amerikanischen Getreidehandel ein und beteiligte sich an Erzminen in Nordafrika und Spanien.
Am 1. November 1895 übernahm das Unternehmen die niederländische Reederei Nederlandsche Stoomboot Maatschappij mit ihrer gesamten Flotte. Deren Liniendienst zwischen Rotterdam und London wurde fortgeführt und bildete die Hauptlinie der Reederei. Sie wurde später als Batavier Line bekannt.

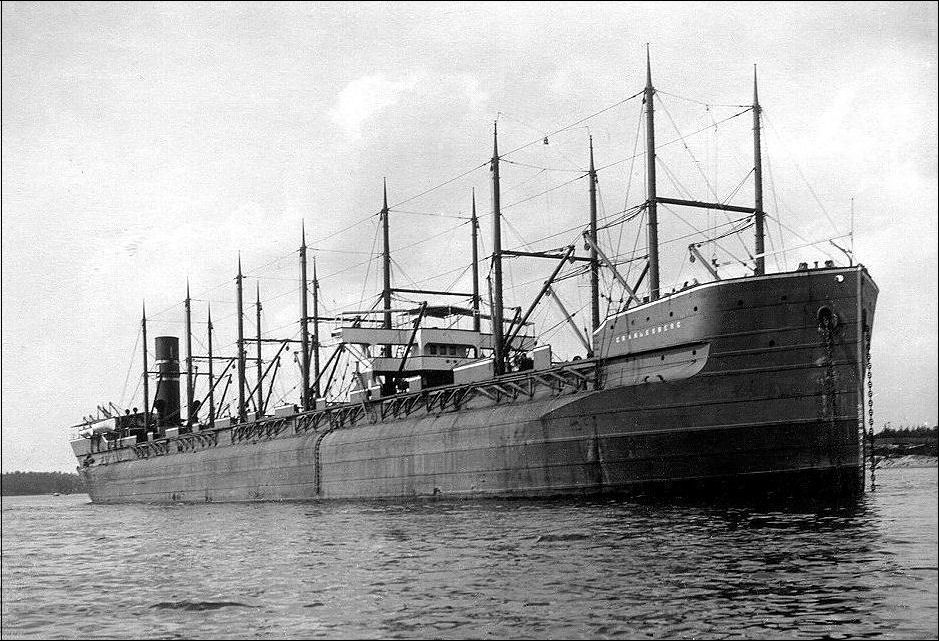
Eisenerzschiff Grängesberg (1903)

Wm. H. Müller & Co. gründete und übernahm weitere Seeschiffs,- Schlepp- und Binnenreedereien:
- 1896 N.V. Maatschappij voor Vracht & Passagiersvaart Nederlandsche Stoomboot Maatschappij
- 1897 N.V. Stoomvaart Maatschappij "Mineral"
- 1897 Sleepdienst "Hoek van Holland"
- 1889 Wm. H. Müller & Co.’s Algemeene Scheepvaart Maatschappij, Rotterdam
- 1908 Übernahme der N.V. Scheepvaart Maatschappij v/h Smith & Co. (Bordeaux-Dienst)
- 1919 Beteiligung an der 1875 gegründeten Stoomvaart Maatschappij Zeeland
- 1923 Tochterunternehmen Wm. H. Müller & Co. (London) Ltd. in London
- 1923 Vianda Steamship Company Ltd. in London (Ab 1968 umbenannt in Wm. H. Müller & Co. (Batavier) Ltd. London.)

Schon 1958 beendete die Reederei ihre Passagierdienste nach London. Das Frachtgeschäft wurde bis 1971 fortgeführt und dann vom Scheepvaartbedrijf Kroonburgh N.V. in Rotterdam übernommen. Schon im darauf folgenden Jahr wurde der Schiffsbetrieb eingestellt.

### Liniendienste
- Rotterdam nach London (Tilbury) (Batavier Line)
- Rotterdam nach Boston Lincs.
- Rotterdam nach Hamburg
- Rotterdam nach King's Lynn
- Rotterdam nach Amsterdam, Antwerpen und Paris
- Bordeaux nach Casablanca und Port Lyautey
- Rotterdam nach Amsterdam und Aberdeen
- Rotterdam nach Bordeaux und La Pallice
- Rotterdam nach Casablanca und London (Marokko Line)
- Rotterdam nach Antwerpen, Guernsey und Jersey
- Rotterdam nach Amsterdam und Le Havre
- Rotterdam nach Amsterdam und Rouen
- Rotterdam nach Amsterdam und Middlesbrough
- Rotterdam nach Amsterdam, Antwerpen, Stockholm, Norrköping und Västerás
- Rotterdam nach Amsterdam, Antwerpen, Oskarshamn, Karlshamn und Köping
- Rotterdam nach Amsterdam, Antwerp, Göteborg und Halmstad
- Rotterdam nach Amsterdam-Luik, London, Antwerpen und Paris

## Das Kröller-Müller Museum
Die Eignerfamilie Kröller-Müller zog im Frühjahr 1916 zunächst nach Wassenaar und später für einige Jahre in das von Hendrik Petrus Berlage entworfene Jagdhaus St. Hubert inmitten der Region Veluwe. Der passionierte Jäger Anton Kröller erwarb dort einige Höfe und 6000 Hektar Land. Dort wurde 1938 das Rijksmuseum Kröller-Müller eröffnet. Helene Kröller-Müller starb 1939, Anton Kröller zwei Jahre darauf. Beide wurden am Franse Berg in der Nähe ihres Museums beerdigt. Das heutige Kröller-Müller-Museum im Nationalpark Hoge Veluwe besitzt eine bedeutende van Gogh-Sammlung und einen Skulpturenpark am Kröller-Müller-Museum.